# Abiasaf
Abiasaf (z hebr. mój ojciec chroni, mój ojciec zgromadził) – postać biblijna ze Starego Testamentu, syn Koracha, brat Assira i Elkany, lewita i naczelnik rodu.